# Moteto
O moteto ou motete é um gênero musical polifônico surgido no século XIII, em que inicialmente se usavam textos distintos para cada voz. Dessa característica vem a origem do termo derivado de mot (palavra em francês). O moteto se tornaria uma das grandes formas da música polifônica, sendo que o apogeu de seu uso ocorreu no contraponto modal do século XVI, apesar de sua importância para a música barroca, e da recorrência a esse gênero até por compositores românticos.

## Contexto Histórico
Originado da chamada Escola de Notre Dame, o moteto era inicialmente uma clausula em que se mudava o texto da voz superior para um diferente do que era executado no cantus firmus. A essa voz, também chamada de duplum, foi acrescentada uma terceira (triplum), em um ritmo mais rápido e com um texto que poderia estar em francês. Posteriormente, o duplum receberia textos na outra língua também. Isso foi favorecido pelo fato do moteto ter se afastado do ambiente religioso, pois era composto para ser tocado fora das igrejas, possibilitando o uso de textos seculares franceses. 
Durante a ars nova, o moteto foi dotado de isorritmia no tenor e, algumas vezes, nas vozes superiores, culminando, com Guillaume Dufay, na maior expressão desse tipo. A partir de então, essa forma isorrítmica caiu em desuso. A partir desse período (c. 1420), voltou-se a utilizar textos religiosos na sua composição. O desenvolvimento do moteto passou, então, a se concentrar na chamada Escola franco-flamenga, consolidando-se como nova forma no século XVI. Nessa época, o moteto era um contraponto feito sobre um texto religioso. 
O tenor ainda teria um cantus firmus como melodia, só que agora vindo de canções populares ou compostas pelo próprio autor. Foi acrescentada, ainda, uma linha melódica com a tessitura abaixo da do tenor, chamada baixo. Teria aí seu apogeu, sendo a principal forma e a mais utilizada. São representantes dessa época Palestrina, Lasso e Victoria. Fechou-se o ciclo, aqui, da composição de motetos modais. No barroco, pode-se dizer que a composição de motetos seguiu várias escolas distintas. A Igreja tinha em Palestrina o modelo de composição a ser seguido, o que originou uma forma de harmonia mais contida. Os grandes motetos franceses formavam outro ramo de composição, assim como o chamado moteto concertante, que era influenciado pela música dramática operística e pelas cantatas. Os motetos corais tiveram em Bach seu grande representante.

## Características da composição
O moteto teve sua origem das cláusulas em estilo de descante introduzidas por Leónin em seus Organa. Tal ideia agradou a geração posterior de compositores e músicos e muitos deles, criaram cláusulas de descante que serviam como alternativas ou até mesmo substitutivas às de Leónin e compositores anteriores. Estas foram ao longo do tempo ficando mais independentes dos organa chegando a tornarem obras autênticas. Provavelmente por causa da letra, essas cláusulas de substituição receberam o nome de motetes. O termo vem do francês mot, “palavra”, e começou a ser aplicado aos textos em língua francesa que se inseria ao duplum de uma cláusula. Por consequência,  toda a composição passou a ser chamada de “motete”.  A palavra latina motetus é usada para denominar a segunda voz do motete. A terceira voz recebe o nome de triplum e no caso de haver uma quarta voz, quadruplum.
“El motete evolucionó apartándose de la cláusula, y espezó a asumir relativa independencia cuando los compositores pensaron por primera vez usar sólo la que quedaba (el tenor), como base de una composición enteramente nueva.”
Estudos revelam que um motete composto originalmente para três vozes, poderia perder uma das vozes e ser substituída por uma outra nova voz, ou às vezes poderia ser acrescentada uma quarta voz mantendo as outras vozes intactas. Foi encontrado também motetes que as vozes agudas permaneciam e somente seu tenor era alterado, ou seja, as melodias e os tenores dos motetes eram utilizada e alterada por todos, eram composições de domínio público. Um fat que aumentou a liberdade e as possibilidades de repertório ocorreu por durante o século XIII onde os tenores dos motetes passaram a ser extraídos de kyries, antífonas e hinos, não se resumindo às obras de Notre Dame.
Segundo Grount e Palisca, o motete apresenta três mudanças fundamentais que os motetes sofreram. Vejamos quais são elas:
“Uma evolução natural consistiu em pôr de parte as vozes mais agudas iniciais e, em vez de acrescentar letras a uma ou varias melodias preexistentes, conservar apenas o tenor e escrever uma ou mais melodias novas para o acompanhar. Esta prática deu aos compositores uma liberdade muito maior na seleção dos textos, já que, assim, podia trabalhar sobre palavras de qualquer poema, em vez de terem de escolher ou escrever um texto que se adaptasse a uma dada linha musical, e, ainda em consequência disto, podiam introduzir uma variedade muito maior de ritmo e fraseado nas melodias. Foram escritos motetes para serem cantados fora dos serviços religiosos, em cenários profanos; as vozes superiores destes motetes tinham textos também profanos, geralmente em vernáculo. Os motetes com letras francesas para as vozes mais agudas continuavam a utilizar uma melodia do cantochão como cantus firmus, mas, uma vez que o cantus firmus já não desempenhava qualquer função litúrgica, não fazia sentido cantar-se o texto original latino; por isso estes tenores seriam, provavelmente, tocados com instrumentos. Tornou-se habitual, ainda antes de 1250, utilizar textos diferentes, embora próximos no seu sentido, para as duas vozes superiores de um motete a três vozes. Os textos podiam ser ambos em latim, ou ambos em francês, ou (raramente) um em latin e ouro em francês. Este tipo de motete a três vozes com textos diferentes (não necessariamente em línguas diferentes_ para as vozes superiores passou a ser a forma usual na segunda metade do século XIII, e o princípio da politextulidade chegou até a encontrar um prolongamento na balada e no viralai do século XIV".
“[...] Como quiera que el motete era, predomenantemente, un estilo, y no una forma, sus metamorfosis pueden comprenderse más fácilmente sólo como variantes diferentes músico-textuales de una idea básica.”
A datação e comparação (qual é mais antigo ou mais recente) dos documentos encontrados (composições de motetes) são bem complicadas pois a maioria dos motetes são anônimos (como vimos, os artistas da época não possuíam um censo de “posse” sobre as composições e além do mais as adaptações e alterações feitas por outros compositores, dificultava a descoberta do original) e ainda era comum adaptar novas letras a músicas velhas e velhas letras a novas músicas. Outra dificuldade não havia um padrão de notação então foram encontrados vários manuscritos e cada um em uma notação diferente.
A letra utilizada nos motetes geralmente seguia o padrão estilístico das cantigas de toveiros com alterações, imagens e expressões estereoripadas, estruturas  dos estrofes muito caprichadas e rimas extravagantes, porém a qualidade literária baixa.  
Alguns motetes não apresentavam relação de texto entre as vozes agudas e o tenor gregoriano que era usado somente como um cantus firmus, fez com que muitos preferissem executá-lo com um instrumento. O motetus na maioria das vezes lamentoso e o triplum, alegre, com textos geralmente em francês e quase sempre eram canções de amor, principalmente nos motetes franceses. 
A combinação das vozes não constituía um conjunto homogêneo, como a de um moderno trio ou quarteto; mesmo quando todas se faziam ouvir em simultâneo, cada uma delas guardava uma certa independência, permanecendo mais justaposta do que amalgamadas, à maneira das figuras da pintura medieval, que coexistem na mesma superfície física, mas não no mesmo espaço visual. 
A unidade das vozes manifestava-se através de correspondências tanto musicais como textuais: consonâncias simultâneas, ecoar de sons vocálicos entre as vozes, muitas vezes também através de meios mais sutis não imediatamente perceptíveis pelos sentidos, ou seja, através de relações simbólicas de ideias, relações que nos são menos acessíveis do que o seriam a um ouvinte medieval. 
Tal unidade simbólica era sentida como sendo suficientemente forte para se sobrepor mesmo a uma diferença de língua entre o motetus e o triplum.” ( História da Música Ocidental, Grount e Palisca, pag 119).	
Inicialmente, nos primeiros motetes, o motetus e o triplum suguiam num andamento pouco rápido, com algumas alterações rítmicas, mas não havia muitas variações melódicas, o que em um segundo momento foi mudado, os compositores procuraram inovar, muitas vezes introduzindo diferenças de estilo entre todas as vozes inclusive entre as vozes mais agudas. Este tipo inovador foi chamado de motete franconiano. Havia uma diferença entre o triplum e o motetus. O triplum tinha uma melodia bastante rápida e um texto mais longo, já o motetus era mais lento, melodia mais lírica..	
No final do século XIII já se percebia uma distinção no modo de composição dos motetes. Estas eram duas: uma com o triplum mais rápido, ritmo próximo ado da fala, o motetus mais lento e o tenor retirado do cantochão (que às vezes era executado por algum instrumento) e a estrutura rítmica rígida. O outro, todas as vozes se desenrolavam num ritmo mais coeso e igual, o tenor, geralmente profano e na maioria das vezes o triplum era a melodia mais importante.
	Ao longo do século XIII ocorreram várias mudanças na estrutura rítmica e harmônica sendo a primeira a mudança mais marcante pois os músicos e o público da época não davam tanta importância à harmonia, desde que houvesse a consonância nos momentos certos.  
Na harmonia, a quinta e a oitava eram consideradas verdadeiras consonâncias para os tempos fortes e apoios. 
As terças começaram a adquirir um “patamar” de consonância, embora no final do século não fossem usadas com tanta frequência como no início do mesmo. As quartas tendiam a tornar-se dissonâncias. 
Na estrutura rítmica as mudanças foram mais profundas. No início do século XIII a organização rítmica era baseada nos modos rítmicos onde nenhuma nota tinha valor fixo. Nesse sistema a métrica das palavras e do texto ou o uso de ligaduras era o meio principal de indicar o modo utilizado. 
Com a criação do motete novas dificuldades surgiram pois essa notação atendia às necessidades ao compor o teno no qual não havia letra ou caso houvesse, cada sílaba se estendia em longos melismas. Já para as vozes mais agudas, esse sistema era falho pois havia textos que não tinham nenhuma regularidade, e mais, geralmente esses textos eram tratados de forma silábica. 
As ligaduras também se tornaram inúteis por causa da rígida regra de não poder atribuir à mesma mais de uma sílaba. Era necessário estabelecer relações entre o valor das notas e desenvolver um sistema que o interprete percebesse facilmente o ritmo proposto.
	Vários sistemas foram propostos com a intenção de atender essa necessidade que surgia, mas em uma obra atribuída a Franco de Colónia, foi encontrado um sistema praticável e eficiente que estipulava regras para fixar o valor das notas isoladas, das pausas e ligaduras. 
Tal notação prevaleceu até o século XVI. 
Toda essas evoluções e mudanças ocorridas no universo musical e cultural do século XIII, trouxeram consigo uma mudança na forma de notação. Inicialmente os motetes eram escritos da mesma forma que as cláusulas, peças que originaram o motete. O triplum era escrito na primeira pauta, na segunda o motetus e logo em seguida, na terceira pauta, o tenor. Mas quando as vozes agudas começaram a ganhar textos mais longos, com uma nota correspondente a cada sílaba, ao contrário do tenor que tinha menos notas, logo os compositores e escribas perceberam que as vozes agudas ocupavam mais espaço que a voz do tenor onde este poderia ser escrito na notação modal. 
Escrever segundo a disposição inicial das vozes implicava em vários vazios na parte do tenor, fato que não era viável pois o material que era usado para registrar esses documentos era caro. Com objetivo de otimizar esse espaço vazio, separou-se o triplum e o motetus do tenor. As vozes agudas eram escritas em páginas contíguas ou em colunas separadas da mesma página e o tenor por baixo, numa única pauta que percorria toda a largura da página. Esse sistema designou-se como  partitura de coro e foi uma forma de notação muito usada para escrever composições polifônicas a partir de aproximadamente 1230 até o século XVII.

## Estilos

### Escola de Notre Dame
Tendo Leonin e Perotin como seus maiores representantes, os motetos da Escola de Notre Dame eram feitos a partir de uma clausula, em que se substituía o texto da voz superior por outro, normalmente em latim, ou se acrescentava uma terceira voz (triplum), colocando textos seculares diferentes nas duas vozes superiores, mantendo o original, em latim, no tenor.

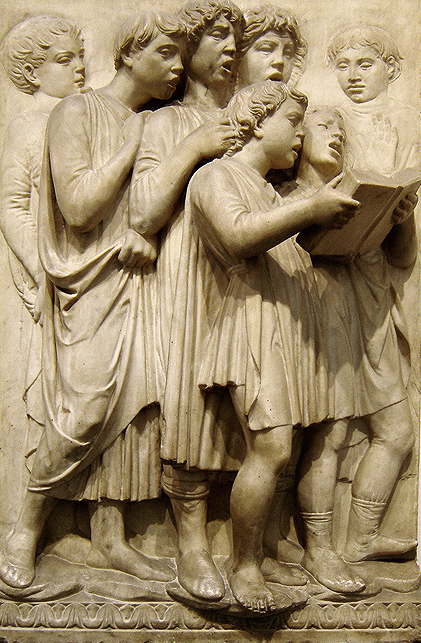
Luca della Robbia: fragmento de coro. Museo dell'Opera di Santa Maria del Fiore

### Ars nova
Motetos que utilizavam o isorritmo no tenor ou mais vozes, de grande complexidade rítmica e ainda com textos diferentes, em francês, para as vozes, agora quatro. São seus representantes Philippe de Vitry, Guillaume de Machaut e Guillaume Dufay.

### Escola franco-flamenga
O início da formação do que seria o moteto renascentista do século XVI. Esses motetos utilizam textos religiosos. Eram escritos para até seis vozes. Será abandonada a isorritmia e voltará a ser feito sobre um cantus firmus tradicional. Josquin Desprez, a partir da técnica do cânone, terminará o desenvolvimento do moteto renascentista, criando o contraponto imitativo. São seus representantes Josquin, Mouton, Gombert, Okheghem, Busnois, Obrecht e Clemens non Papa.

### Renascimento (séc. XVI)
O moteto renascentista propunha o estilo imitativo, isto é, cada voz entraria os versos com uma mesma proposta, mas continha passagens homofônicas, facilitando a compreensão do texto.  De forma a unificar as propostas de toda a peça, normalmente uma era variação da outra, o que dava a música maior unidade. São seus representantes Palestrina, Lasso, Victoria, Morales, Willaert e Gabrielli.

## Conclusão
O motete foi um estilo importante para a história da música pois sua complexidade excedia os recursos disponíveis na época o que fez com que junto com o seu desenvolvimento trouxesse melhorias e um aprimoramento do sistema rítmico e também da notação. Além dos benefícios que este estilo trouxe para sua época, deixou recursos que foram usados durante séculos posteriores e que ainda hoje, refletem na nossa música. 
[...] Uma das formas polifônicas, o motete do final do século XIII, converteu-se como que num microcosmo da vida natural do seu tempo. A estrutura do motete, com a sua combinação heterogénea de canções de amor, música de dança, refrãos populares e hinos sagrados, tudo isso vertido num rígido molde formal baseado no cantochão, é análoga à estrutura da Divina Comédia de Dante, que, do mesmo modo abrange e organiza um universo de ideias sagradas e profanas no quadro de uma rígida estrutura teológica.
Por alturas do final do século XIII, porém, este universo medieval perfeitamente fechado começava a desagregar-se, a perder tanto a sua coerência interna como o seu poder de dominar os acontecimentos. E surgem o motete, como num espelho, os sinais dessa desagregação: enfraquecimento gradual da autoridade dos modos rítmicos, relegação do tenor de cantochão para uma função puramente formal, promoção do triplum ao estatuto de solista, contrapondo-se ao acompanhamento das vozes mais graves. Estava aberto o caminho a um novo estilo musical, a uma nova forma de compor, numa época que iria encarar a música da segunda metade do século XIII como um conjunto de formas velhos, antiquadas, ultrapassadas.” ( História da Música Ocidental, Grount e Palisca, pag 127).

### Barroco
Correntes diferentes dividem o gênero, com destaque para o grande moteto francês, baseados nos salmos, tinham em sua execução a participação de solistas, orquestra, coro e conjunto instrumental. O pequeno moteto era composto para até três vozes e um contínuo. São seus representantes Lully, Du Mont, Charpentier, Rameau, Lalande, Campra e Couperin. Outra corrente se formaria a partir da tradição herdada de Palestrina, cujos representantes são Caldara, Lotti, Cazzati e Alessandro Scarlatti, sendo que, com este último, o moteto se aproxima das formas dramáticas como a ópera. O estilo concertante tem em Schütz seu principal compositor. Johann Sebastian Bach escreveu também seis importantes obras que chamou motetos. Estes eram peças relativamente longas, em alemão sobre temas sacros para coro e baixo contínuo. Os motetos de Bach são:
- BWV 225 Singet dem Herrn ein neues Lied (1726)
- BWV 226 Der Geist hilft unser Schwachheit auf (1729)
- BWV 227 Jesu, meine Freude (?)
- BWV 228 Fürchte dich nicht (?)
- BWV 229 Komm, Jesu, komm! (1730 ?)
- BWV 230 Lobet den Herrn alle Heiden (?)

Há também algumas peças de cantatas que são classificadas como moteto:
- BWV 80 Ein Feste Burg (Moteto inicial)
- BWV 118 O Jesu Christ, meins Lebens Licht (1736-1737?)

### Classicismo e Romantismo
Os motetos desses períodos têm como principais compositores Mozart, Liszt, Bruckner, Brahms e Saint-Saëns.